# Metin
Metin is een Turkse jongensnaam, afgeleid van een van Allahs 99 schone namen, al-Matien. Het woord betekent 'De standvastige'. De naam wordt ook als achternaam gebruikt. 

## Bekende naamdragers
- Metin Çelik, Nederlands Kamerlid
- Metin Kaplan, Turkse moslimfundamentalist
- Metin Seven, Nederlands illustrator
- Metin Tokat, Turks oud-voetbalscheidsrechter

- Tümer Metin, Turks voetballer